# Parc national de la mer des Wadden de Hambourg
Le parc national de la mer des Wadden de Hambourg est un parc national allemand de 13 750 hectares situé à l'embouchure de l'Elbe, sur la mer du Nord.
Avec le parc national de la mer des Wadden du Schleswig-Holstein (plus grand parc national allemand en superficie) et le parc national de la mer des Wadden de Basse-Saxe (deuxième parc national allemand en superficie), il forme le parc national de la mer des Wadden qui couvre une très grande partie du littoral allemand de la mer du Nord.
Depuis 2009, il est inscrit au patrimoine mondial de l'UNESCO. C'est également une réserve de biosphère de l'UNESCO depuis 1992, ainsi qu'un site Ramsar depuis 1990.

## Description
Il est composé principalement de sable et de vasières mixtes avec des criques peu profondes, des bancs de sable (Plaaten) et les îles dunaires.
Dans le parc national, il y a environ 2 000 espèces animales, dont environ 250 sont endémiques aux marais salants de la mer des Wadden. Il convient de noter en particulier le phoque commun et le phoque gris. En raison de l’afflux naturel de sédiments, il y a une forte concentration de nourriture pour les jeunes poissons et les oiseaux de mer à l’embouchure de l’Elbe. Le parc national est donc une importante zone de repos et de reproduction pour les oiseaux de mer.
Par exemple, les tadornes de Belon se nourrissent d'escargots que l’on trouve par centaines de milliers à la surface des vasières. Les quelque 180 000 tadornes du nord-ouest passent également leur période de juillet à septembre dans la mer des Wadden, qui est protégée par les trois parcs nationaux des États de Basse-Saxe, Schleswig-Holstein et Hambourg. Environ 200 000 eiders y passent également leur saison ; environ 1 000 couples d’eiders utilisent également les vasières de la mer du Nord comme zone de reproduction
. La plupart d’entre eux se reproduisent sur l’île d’Amrum.
Dans le même temps, la mer des Wadden est un lieu de repos pour les oiseaux nicheurs des climats nordiques qui consomment les réserves de graisse dont ils ont besoin pour une reproduction réussie. En conséquence, il y a environ 10 à 12 millions d’échassiers, d’oies, de canards et de goélands dans l’ensemble de la mer des Wadden
.

## Galerie

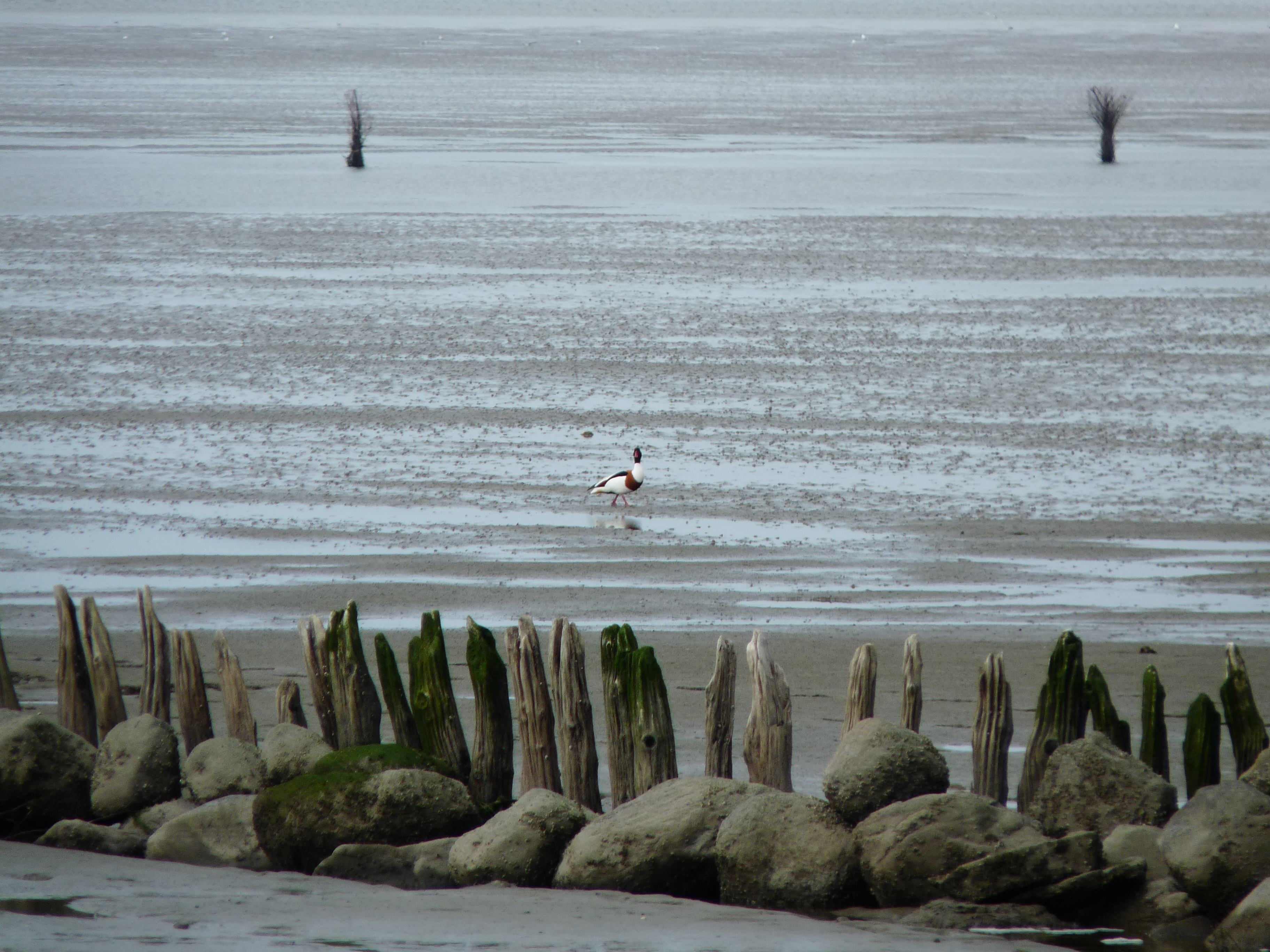
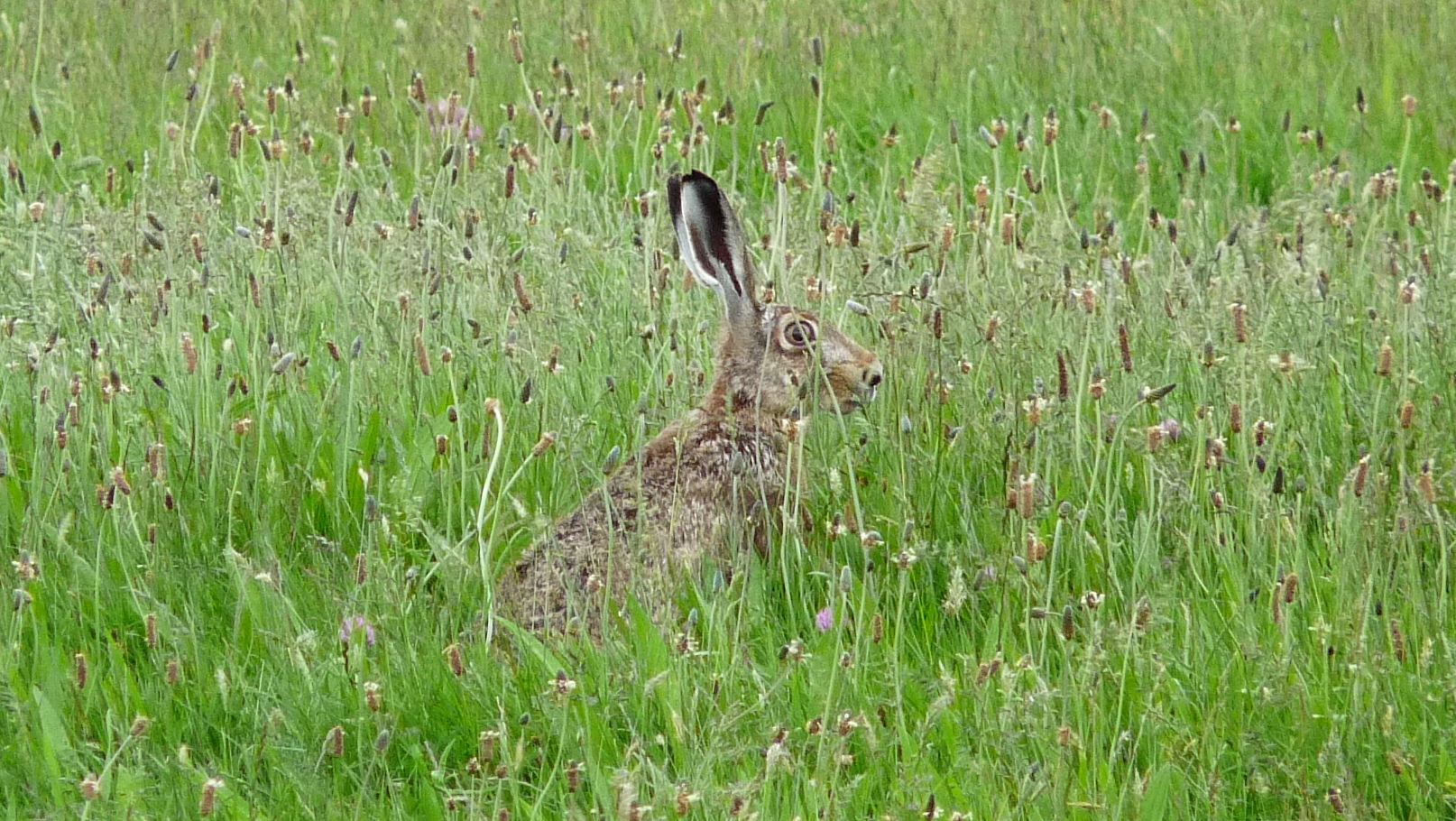
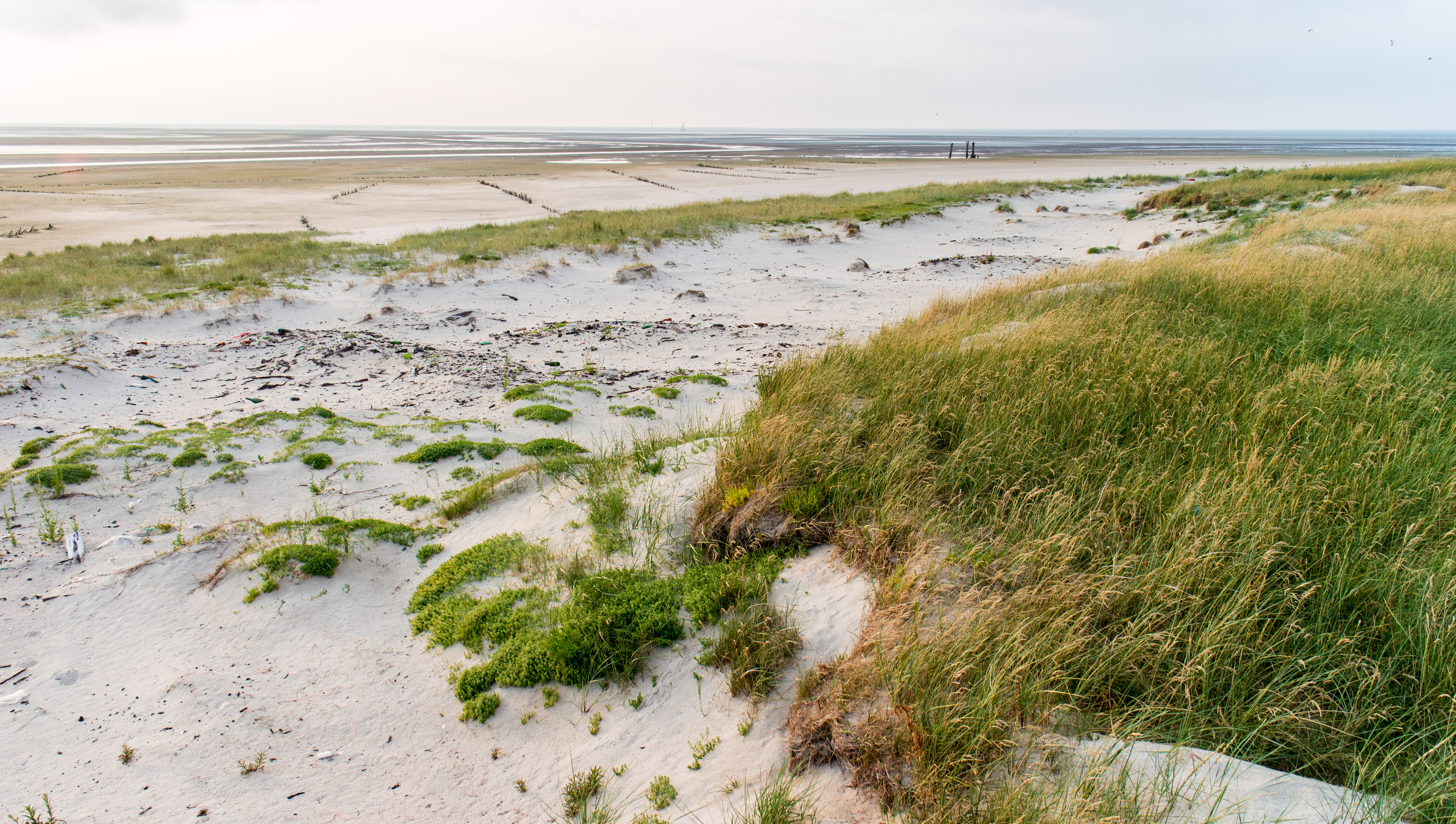
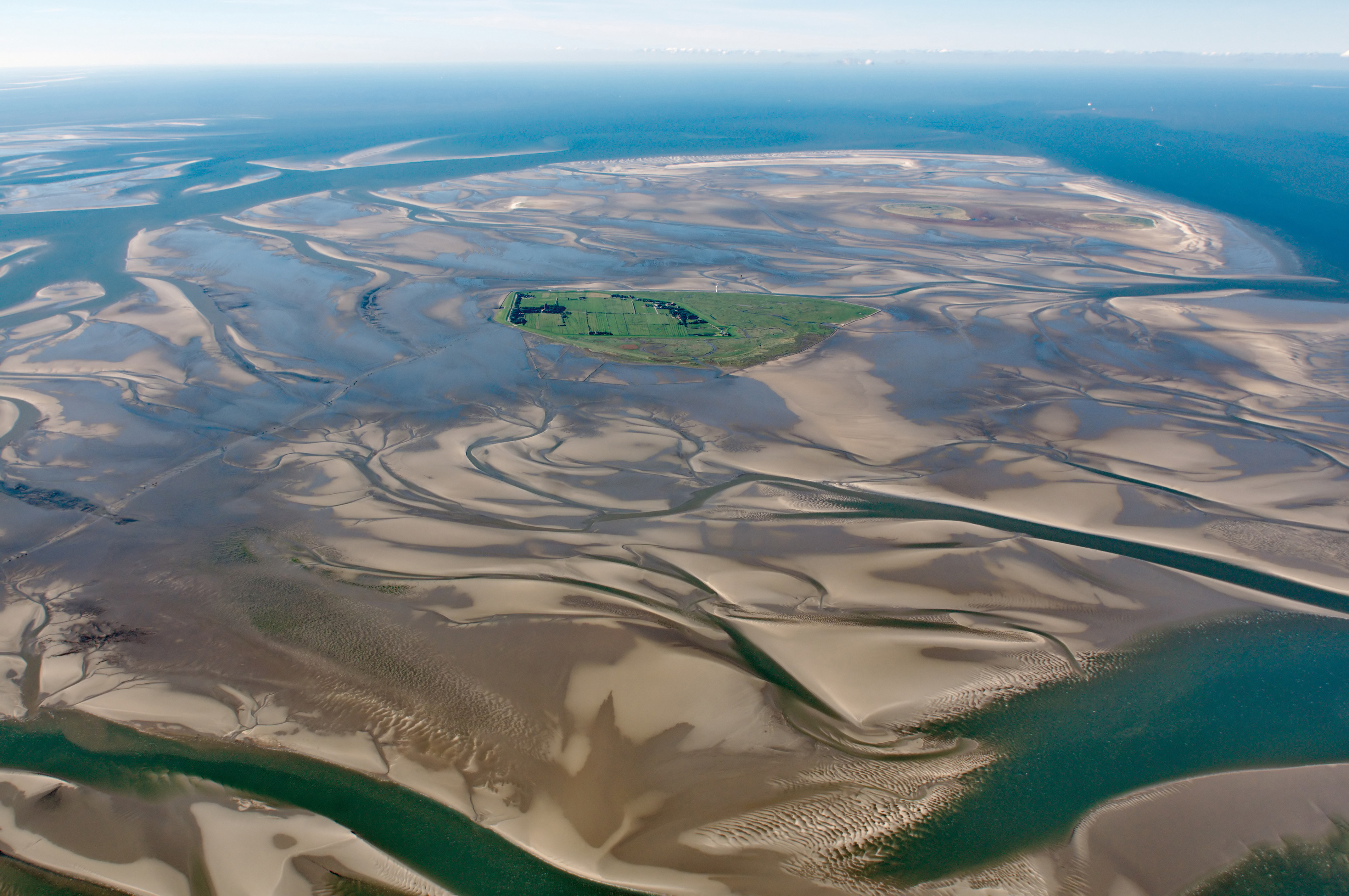
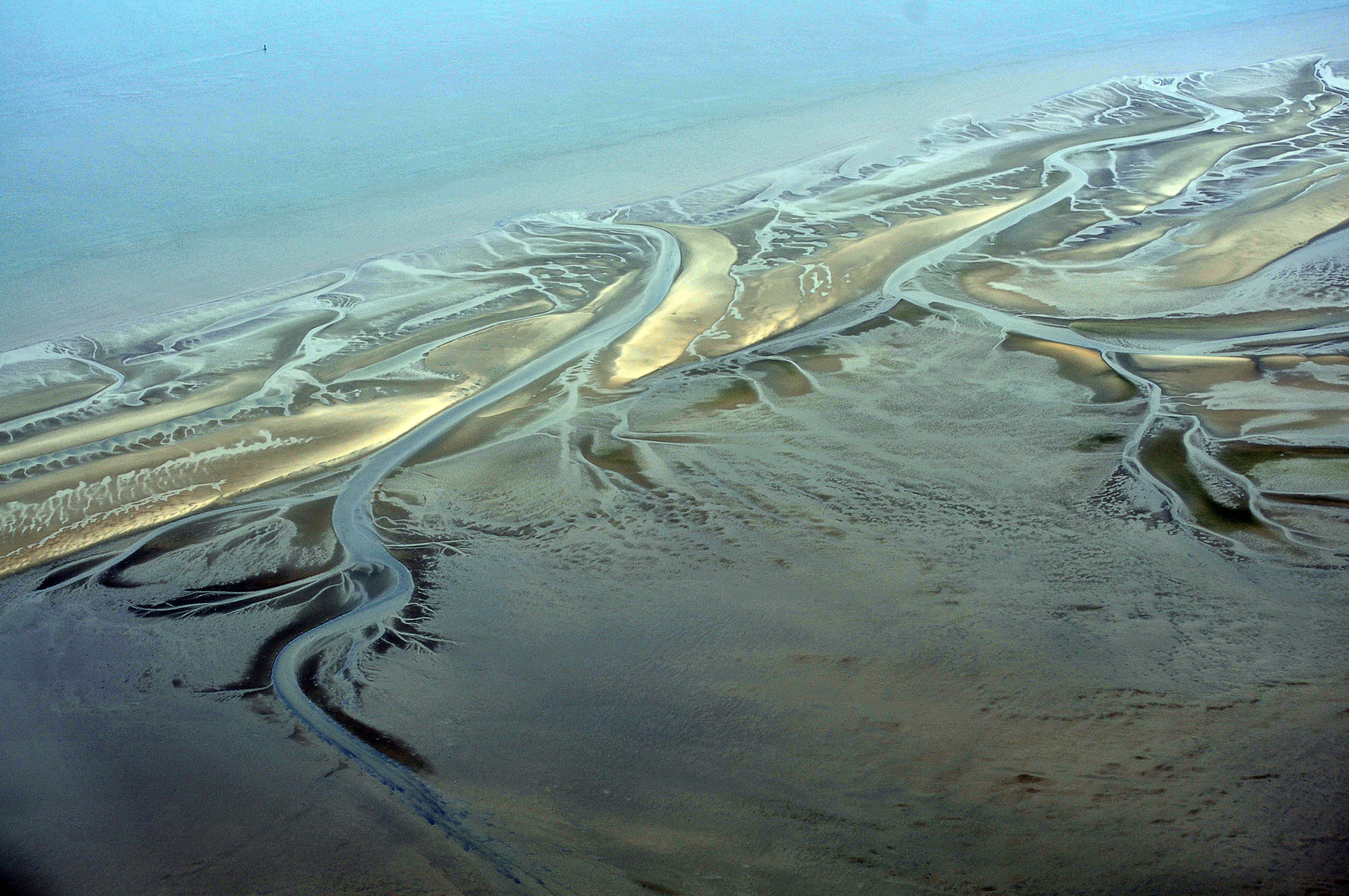

## Source
- (de) Cet article est partiellement ou en totalité issu de l’article de Wikipédia en allemand intitulé « Nationalpark Hamburgisches Wattenmeer » (voir la liste des auteurs).